# Takehiro Izushi
Takehiro Izushi est un créateur de jeu vidéo né le 24 novembre 1952 à Kyōto (Japon). Il est diplômé du département ingénieur à l'université Doshisha
Pionnier de l'aventure vidéo ludique de Nintendo, il crée avec Gunpei Yokoi les premiers accessoires de jeux vidéo tels que les Game & Watch et les pistolets d'arcade à visée laser. Avec Shigeru Miyamoto, il participe à la création de jeux tels que Urban Champion, Clu Clu Land, Devil World, Baseball, Joy Mech Fight, Pinball, Mahjong, et Popeye, tous vers la fin de 1984.
Il succède à Gunpei Yokoi en 1996 au poste de directeur du Département R&D1 chargé de développer des jeux pour Nintendo.

## Liste de jeux
| Balloon Kid                                        | 1990 | - |
| Metroid II: Return of Samus                        | 1991 | - |
| Wario Land: Super Mario Land 3                     | 1994 | - |
| Dynamite Headdy                                    | 1994 | - |
| Vegas Stakes                                       | 1995 | - |
| Teleroboxer                                        | 1995 | - |
| Mario's Tennis                                     | 1995 | - |
| Galactic Pinball                                   | 1995 | - |
| Pokémon Rouge et Bleu                              | 1996 | - |
| 3D Tetris                                          | 1996 | - |
| Kirby's DreamLand 3                                | 1997 | - |
| Game & Watch Gallery                               | 1997 | - |
| Game & Watch Gallery 2                             | 1997 | - |
| Wario Land II                                      | 1998 | - |
| Pokémon Jaune                                      | 1998 | - |
| Pokémon Trading Card Game                          | 1998 | - |
| Famicom Tantei Club Part II: Ushiro ni Tatsu Shōjo | 1998 | - |
| Pokémon Or et Argent                               | 1999 | - |
| Game & Watch Gallery 3                             | 1999 | - |
| Pokémon Puzzle League                              | 2000 | - |
| Pokémon Puzzle Challenge                           | 2000 | - |
| Wario Land 4                                       | 2001 | - |
| Metroid: Fusion                                    | 2001 | - |
| F-Zero: Maximum Velocity                           | 2001 | - |
| Dr. Mario 64                                       | 2001 | - |
| Advance Wars                                       | 2001 | - |
| Pokémon Rubis et Saphir                            | 2002 | - |
| Metroid Prime                                      | 2002 | - |
| Game & Watch Gallery 4                             | 2002 | - |
| Wario World                                        | 2003 | - |
| WarioWare, Inc.: Mega Party Game$                  | 2003 | - |
| WarioWare, Inc.: Minigame Mania                    | 2003 | - |
| F-Zero: GP Legend                                  | 2003 | - |
| Advance Wars 2: Black Hole Rising                  | 2003 | - |
| Metroid: Zero Mission                              | 2004 | - |
| Advance Wars: Dual Strike                          | 2005 | - |
| Advance Wars: Dark Conflict                        | 2008 | - |